# Awix Racing Arena
Awix Racing Arena w Toruniu – tor kartingowy znajdujący się przy ul. Pera Jonssona 7 w Toruniu, w bezpośrednim sąsiedztwie z Motoareną Toruń im. Mariana Rosego. Długość toru wynosi 850 m, z możliwością przedłużenia do 1037 m, szerokość wynosi około 10 m. Obiekt W kwietniu 2012 roku obiekt uzyskał homologację uprawniającą do organizowania na nim zawodów rangi ogólnopolskiej.